# Ferdinando Riva
Pour les articles homonymes, voir Riva.
Fernando Riva, dit Riva IV est un joueur de football suisse né le 3 juillet 1930, à Coldrerio, au Tessin, et mort le 15 août 2014 à Chiasso.

## Biographie

### En sélection
22 sélections, 8 buts.